# Графический пароль
Графический пароль — тип пароля, при котором пользователь сопоставляет некоторый рисунок с заранее выбранными жестами. При использовании такого пароля операционная система, в которую пытаются войти, оценивает введённые графические знаки с заранее заданными, и, таким образом, разрешает либо запрещает доступ к материалам.

## Использование графического пароля

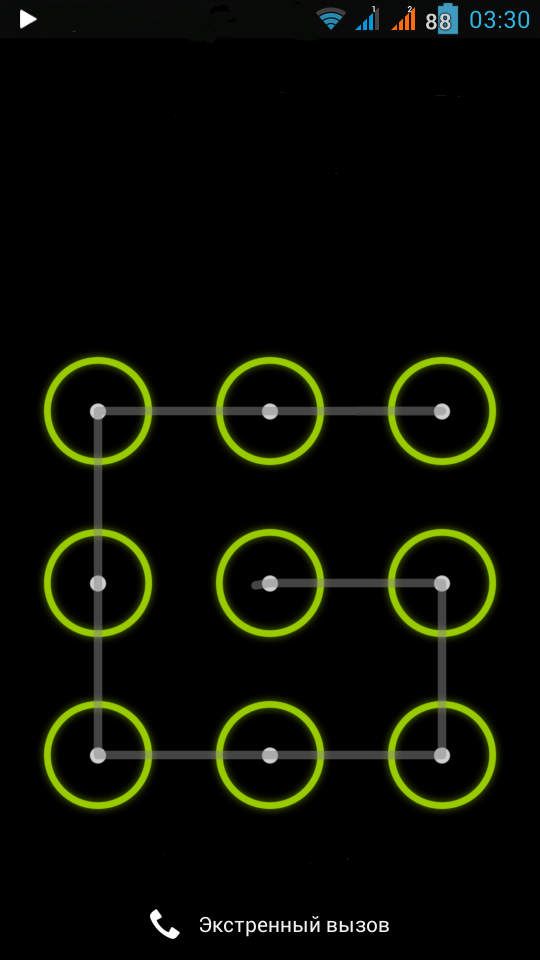
Пример графического пароля в ОС Андроид

При создании пароля пользователь выбирает некоторый рисунок и сопоставляет с ним ряд неких символов (например, кружок, точка (касание экрана), черта, и т. д.) При попытке входа в ОС пользователь вводит данный пароль, система сравнивает введённый пароль с заранее заданным, затем оценивает разницу между каждым графическим знаком, и на основе этих данных принимает решение о разрешении либо запрете доступа в ОС. Впервые внедрённый на Android в 2008 году, графический пароль предполагался более надёжным, чем простейшие текстовые комбинации типа 12345678 пользователей.

## Преимущества и недостатки использования графического пароля

### Преимущества графического пароля

#### Скорость ввода пароля
Возможность создания графического пароля появилась на экранах с сенсорным вводом. Ввод текстовых паролей стал занимать много времени, в то время как ввести на сенсорном экране графический пароль можно значительно быстрее.

#### Надёжность
Ввиду наличия огромного числа символов, которые можно нарисовать при создании графического пароля, он имеет (теоретически) больше возможных комбинаций, и, как следствие, более сложен для взлома злоумышленником. Традиционные хак-методы программным перебором в таком случае не работают.

#### Простота запоминания
Стандартные пароли, состоящие из букв различных регистров, а также цифр, сложны для запоминания. Гораздо легче запомнить образ, связанный с картинкой.

### Недостатки графического пароля
Графический пароль имеет новые слабости при взломе. Во-первых, одним из самых известных способов взломать графический пароль является возможность определить его по оставленным следам отпечатков пальцев на экране после его ввода. Кроме того, графический пароль проще «подглядеть». Действительно, даже не самую длинную последовательность букв и цифр довольно сложно запомнить сразу, особенно если пароль скрывается при вводе. Графический же образ легко запомнить не только пользователю, использующему такой пароль, но и злоумышленнику, случайно или специально подглядевшему его или заснявшего на видео, что показали проведённые университетом Мэриленд в Балтиморе. Ещё одним фактором, уменьшающим безопасность графического пароля, является наличие так называемых «точек интереса». Это связано с тем, что при вводе графического пароля пользователь выбирает не произвольный набор символов, а набор, каким-то образом связанный с предлагаемой картинкой. Например, можно обвести солнце, провести черту вдоль ствола дерева и так далее.

## Методы повышения безопасности графического пароля
Для повышения безопасности графического пароля следует как-то бороться с приведёнными выше его недостатками. Появление следов на экране можно предотвратить, например, с помощью использования матовой защитной плёнки. Второй метод повышения повышения безопасности пароля — увеличение числа «особых точек» на картинке либо увеличение числа вводимых символов. Однако это негативно скажется на сложности пароля и времени его ввода, что сводит на нет все его преимущества перед обычными паролями.
Вариантом повышения безопасности графического пароля может стать использование динамического графического пароля. Метод состоит в том, что при задании пароля пользователь выбирает некие символы или «пиктограммы» в определённом порядке. При попытке войти в систему он получает на экране больший набор символов, среди которых имеются ранее выбранные. Пользователь выбирает свои символы в том же порядке, в котором задал их, и получает доступ к системе.